# Елдон (Айова)
Елдон (англ. Eldon) — місто (англ. city) в США, в окрузі Вапелло штату Айова. Населення — 783 особи (2020).

## Географія
Елдон розташований за координатами 40°55′5″ пн. ш. 92°13′6″ зх. д. / 40.91806° пн. ш. 92.21833° зх. д. (40.918004, -92.218227).  За даними Бюро перепису населення США в 2010 році місто мало площу 2,90 км², з яких 2,88 км² — суходіл та 0,02 км² — водойми.

## Демографія
Згідно з переписом 2010 року, у місті мешкало 927 осіб у 406 домогосподарствах у складі 260 родин. Густота населення становила 320 осіб/км².  Було 448 помешкань (154/км²).
Расовий склад населення:
| - 98,4 % — білих - 0,2 % — корінних американців - 0,1 % — чорних або афроамериканців |

До двох чи більше рас належало 1,0 %. Частка іспаномовних становила 1,1 % від усіх жителів.
За віковим діапазоном населення розподілялося таким чином: 24,1 % — особи молодші 18 років, 56,5 % — особи у віці 18—64 років, 19,4 % — особи у віці 65 років та старші. Медіана віку мешканця становила 42,3 року. На 100 осіб жіночої статі у місті припадало 94,7 чоловіків;  на 100 жінок у віці від 18 років та старших — 93,4 чоловіків також старших 18 років.
Середній дохід на одне домашнє господарство  становив 40 642 долари США (медіана — 33 083), а середній дохід на одну сім'ю — 46 781 долар (медіана — 42 589). Медіана доходів становила 39 375 доларів для чоловіків та 34 688 доларів для жінок. За межею бідності перебувало 16,1 % осіб, у тому числі 15,9 % дітей у віці до 18 років та 8,6 % осіб у віці 65 років та старших.
Цивільне працевлаштоване населення становило 450 осіб. Основні галузі зайнятості: освіта, охорона здоров'я та соціальна допомога — 22,0 %, виробництво — 20,4 %, роздрібна торгівля — 14,4 %, будівництво — 9,6 %.